# Laurent Rullier
Pour les articles homonymes, voir Rullier.
 (octobre 2018).
Laurent Rullier, né le 24 avril 1959 à Levallois-Perret, est un scénariste de bande dessinée et auteur français.

## Biographie
Laurent Rullier a suivi une formation d'historien. Il exerce comme pigiste pour la presse et la publicité. Il a aussi collaboré aux Cahiers de la BD.
Également illustrateur-infographiste, il a créé en 2009 un studio de création graphique : l'Enseigne Sportive.
Passionné de basket-ball, il a publié en 2021 avec Dominique Wendling, Basket in France, un ouvrage sur l'histoire du basket-ball en France. En 2023, il participe, au sein du collectif Basket Rétro, à l'ouvrage dirigé par Patrick Parizot, L'Histoire du Basketball aux JO.

## Œuvre

### Bande dessinée
- Antoine Sèvres, dessins d'Alessio Lapo, Les Humanoïdes Associés, coll. « Dédales ».

1. Abyssus abyssum invocat (2005) (ISBN 2-7316-1697-0)
2. Aux Portes de l'Enfer (2006) (ISBN 2-7316-1798-5)
3. Antoine Sèvres, Frère enquêteur (2017)  (ISBN 979-1-09-405907-4) intégrale de la série + 1 inédit Les Deux frères et le vigneron par les éditions du Varou.

- Les Combattants, dessins d'Hervé Duphot, Delcourt, coll. « Histoire & Histoires ».

1. Dix jours en mai, 2011  (ISBN 978-2-7560-1390-9)
2. Maréchal, nous voilà, 2012  (ISBN 978-2-7560-2705-0)

- Victor Levallois, dessins de Stanislas, Alpen Publishers

1. Trafic en Indochine, 1990  (ISBN 2-7316-0812-9)
2. La Route de Cao Bang, 1992  (ISBN 2-7316-0946-X)
3. Le Manchot de la butte rouge, 1994  (ISBN 2-7316-1127-8)
4. La Balade des clampins, 2004  (ISBN 2-7316-6326-X)

### Autres Publications
- Basket in France, avec Dominique Wendling, ID l'Édition, 304 pages, 2021  (ISBN 9782367012339)
- L'Histoire du Basketball aux JO, Basket Rétro, sous la dir. de Patrick Parizot, ID l'Édition, 344 pages, 2023  (ISBN 9782367012865)